# École navale Nakhimov
Pour les articles homonymes, voir Nakhimov.

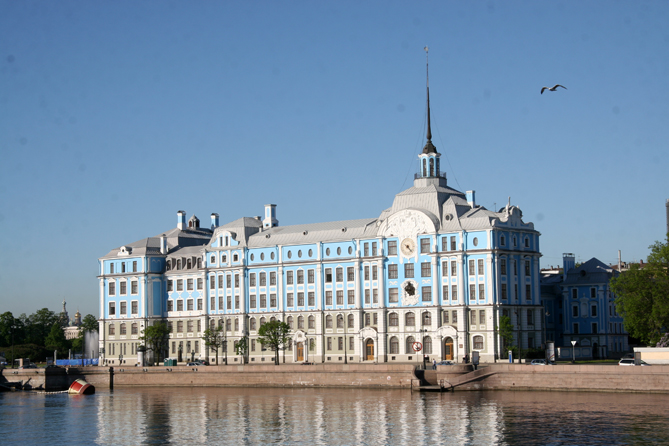
Vue de l'école navale Nakhimov de Saint-Pétersbourg.

Les écoles navales Nakhimov (russe : Нахимовское военно-морское училище) forment un type d'établissement d'enseignement supérieur naval militaire en Russie. Elles doivent leur nom à l'amiral Pavel Nakhimov (1802-1855). L'équivalent pour les forces terrestres sont les écoles militaires Souvorov.

## Histoire
La première école Nakhimov voit le jour en en 1943 en pleine Seconde Guerre mondiale à Tbilissi, en URSS, pour les fils de combattants morts au champ d'honneur. L'école Nakhimov de Tbilissi a existé de 1943 à 1955. En 1944, c'est au tour de l'école Nakhimov de Léningrad d'ouvrir. L'école navale Nakhimov de Riga existe de 1945 à 1953.
Aujourd'hui, il n'existe qu'une école navale Nakhimov en Russie, ayant connu l'époque originelle, celle de Saint-Pétersbourg. Elle offre à des garçons de 10 à 18 ans un enseignement pour la préparation à la carrière d'officier de marine et un entraînement dans la tradition navale russe. En 2017, d'autres écoles Nakhimov ont vu le jour à Vladivostok, Mourmansk et Sébastopol, avec des écoles localisées dans les quatre flottes de Russie. Il est prévu d'ouvrir une école au Daguestan, en lien avec la flotte de Caspienne. Le 13 août 2019, le ministre de la Défense, Sergueï Choïgou pose la première pierre d'une école Nakhimov à Kaliningrad, qui ouvre en septembre 2020.

## Culture de l'école

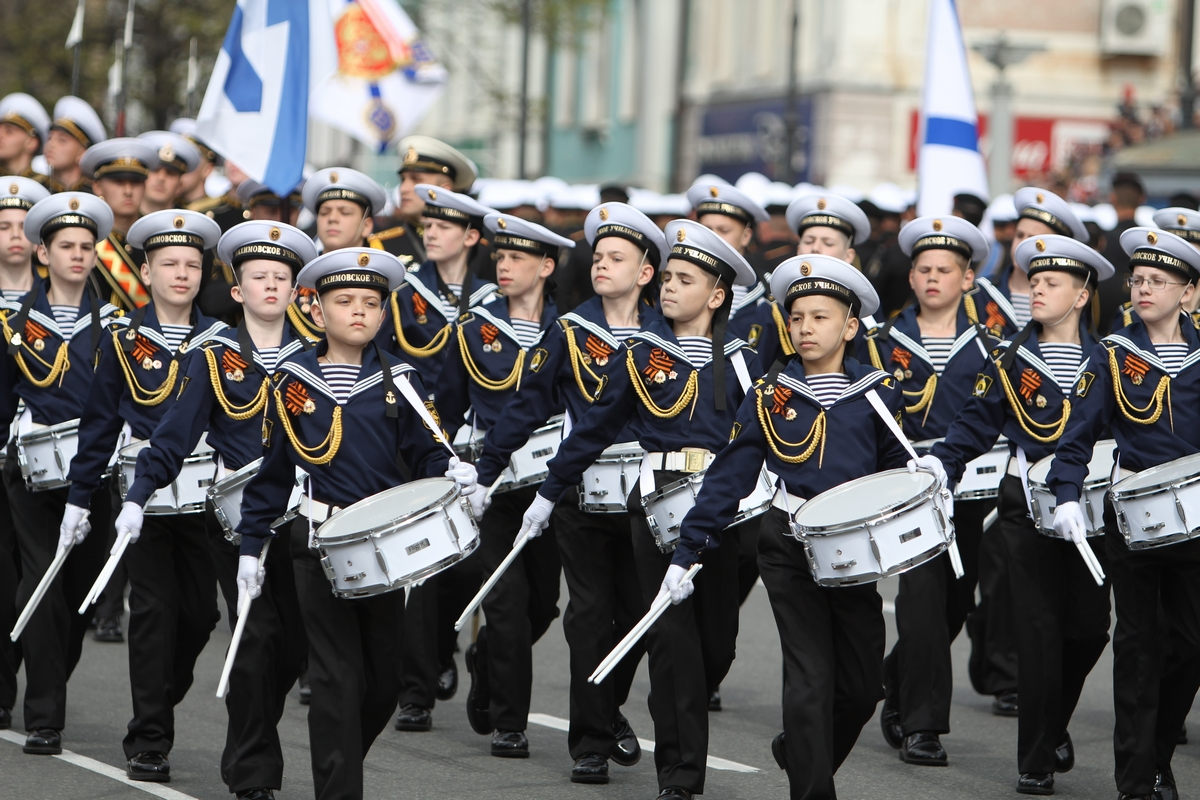
Cadets de l'école présidentielle des cadets de Vladivostok pendant le défilé du Jour de la Victoire en mai 2019.

Aujourd'hui, toutes les écoles Nakhimov ont l'honneur traditionnel d'ouvrir le défilé du Jour de la Victoire dans les villes où elles sont implantées, par leur corps de tambours. Elles participaient autrefois au défilé du 7 novembre aujourd'hui supprimé. En 2015, le nom du major général Timour Apakidzé (mort au cours d'une opération en vol en 2001) est ajouté à la liste mémorielle de l'école. L'école possède son hymne, la Marche des Nakhimovites (Марш Нахимовцев), composée par Vassili Soloviov-Sedoï en 1949. Les cadets et les diplômés des écoles Nakhimov sont appelés « Nakhimovites ».

## Liste des écoles Nakhimov

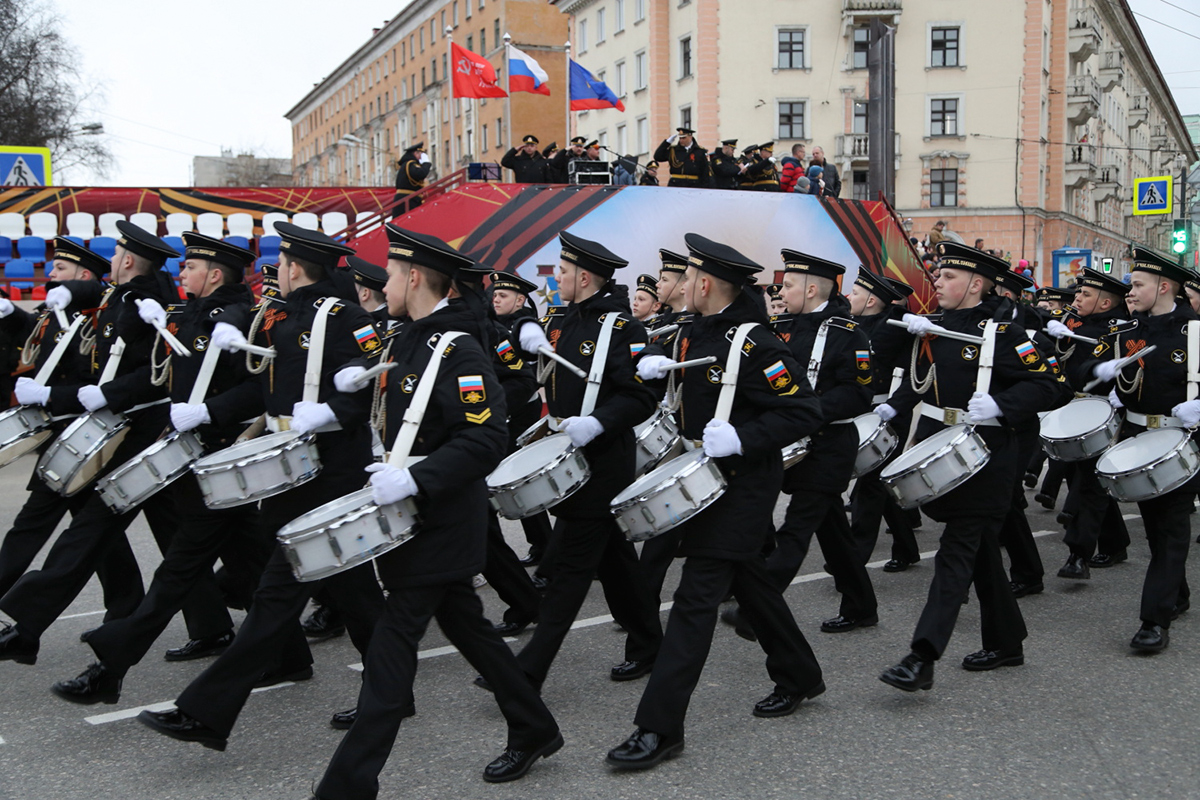
Cadets de l'école navale Nakhimov de Mourmansk en 2018.

| Nom                                            | Localisation      | Date de fondation | Notes |
| ---------------------------------------------- | ----------------- | ----------------- | --- |
| École navale Nakhimov de Saint-Pétersbourg     | Saint-Pétersbourg | 1944              | |
| École navale Nakhimov de Mourmansk             | Mourmansk         | 2017              | Le 31 août 2016, le président Vladimir Poutine donne des instructions au ministre de la Défense Sergueï Choïgou pour fonder une école navale Nakhimov à Mourmansk. La construction des bâtiments est terminée le 1er septembre 2017. Il s'agit de la première à ouvrir en Russie après celle de Léningrad (aujourd'hui Saint-Pétersbourg) en 1944. |
| École présidentielle des cadets de Vladivostok | Vladivostok       | 2013              | Filiale de l'école Nakhimov |
| École présidentielle des cadets de Sébastopol  | Sébastopol        | 2014              | Filiale de l'école Nakhimov |

## Anciennes écoles

### École navale Nakhimov de Riga
L'école navale Nakhimov de Riga a existé de 1945 à 1953, opérant dans les bâtiments de ce qui est aujourd'hui le musée de la Guerre de Lettonie. Un ancien élève notable est l'acteur et poète afro-russe James Lloydovitch Patterson.

### École navale Nakhimov de Tbilissi
L'école navale Nakhimov de Tbilissi est fondée par directive du commissaire du peuple à la marine, l'amiral Kouznetsov, du 16 octobre 1943. C'est la première école Nakhimov à être fondée en URSS. Elle ferme en 1955. Parmi ses anciens élèves, l'on remarque Youri Pivnev, longtemps chef de la DOSAAF de Léningrad.